# Flixton (The Saints)
Flixton is een civil parish in het bestuurlijke gebied Waveney, in het Engelse graafschap Suffolk. In 2001 telde het dorp 176 inwoners.